# Kélé jezik
Kélé jezik (ISO 639-3: keb; isto i akele, dikele), nigersko-kongoanski jezik u središnjem dijelu gabonske provincije Moyen-Ogooué. Pripada sjeverozapadnim bantu jezicima u zoni B, podskupina Kele (B.20).
Govori ga oko 9 230 ljudi (2000). Ima dva dijalekta zapadni kele [keb-wes] i bubi [keb-bub]. Nije isto što i kele [khy] iz DR Konga.
Jezična skupina Kele (B.20) kojoj je dao svoje ime obuhvaća još 9 drugih jezika od kojih su svi osim jezika seki i ndasa iz Gabona. Predstavnici su: kota [koq], mahongwe [mhb], mbangwe [zmn], ndasa [nda], ngom [nra], sake [sak], seki [syi], sighu [sxe], wumbvu [wum]

## Vanjske poveznice
- Ethnologue (14th)
- Ethnologue (15th)
- The Kélé Language